# Leica R
Leica R — серия малоформатных однообъективных зеркальных фотоаппаратов фирмы Leica Camera, пришедших на смену камерам Leicaflex, Leicaflex SL и Leicaflex SL2. Выпускались с 1976 по 2009 год.
В отличие от камер Leicaflex собственной конструкции, некоторые модели фотоаппаратов Leica R немецкая фирма «Лейка» разработала в сотрудничестве с японской фирмой Minolta.

## Leica R3
Leica R3 выпускалась с 1976 по 1980 год на заводах Leica в Португалии. Совместная разработка фирм Leica Camera и Minolta. В Японии продавалась под названием Minolta XE, основное отличие — на «Минолте» стоял байонет собственной конструкции.
Leica R3 — автоматический фотоаппарат с приоритетом диафрагмы, при отключенной автоматике возможна ручная или полуавтоматическая установка экспозиции.
Технические характеристики
- Размер кадра 24×36 мм. Электронноуправляемый фокальный затвор с металлическими ламелями фирмы Copal (без элементов питания камера неработоспособна), движение вдоль короткой стороны кадра; диапазон выдержек от 1/1000 до 4 сек. (как в автоматическом, так и в ручном режиме) и «B», выдержка синхронизации с электронными фотовспышками 1/90 сек.
- Значения устанавливаемой светочувствительности фотоплёнки от 12 до 3200 ед. ASA, экспокоррекция ± 2 eV.
- В поле зрения видоискателя подсвеченным стрелочным индикатором отображается отрабатываемая или рекомендованная выдержка. Фокусировочный экран несменный, с микрорастром и клиньями Додена.
- Заобъективная экспонометрия центральновзвешенная, зеркало имело полупрозрачное покрытие в центре, свет попадал на CdS-фоторезистор, отражаясь от маленького складного дополнительного зеркала. При срабатывании затвора в режиме автоспуска или от дистанционного управления окуляр видоискателя закрывался заслонкой (чтобы избежать попадения «заднего» света на фотоприёмник экспонометрического устройства).

Leica R3 mot — фотоаппарат с моторным приводом.

## Leica R4
Leica R4 выпускалась с 1980 по 1987 год в Португалии. Совместная разработка фирм Leica Camera и Minolta. В Японии продавалась под названием Minolta XD, в Европе — Minolta XD-7, в США — Minolta XD-11. «Минолты» отличались собственным креплением объектива.
Leica R4 — упрощённая, облегченная и удешевлённая модель по сравнению с R3. Основное отличие — уменьшенный диапазон выдержек от 1/1000 до 1 сек. в ручном и полуавтоматическом режиме, выдержка синхронизации — 1/100 сек. Сменные фокусировочные экраны.

Модификации — Leica R4s, Leica R4s-2, Leica R4 mot (с моторным приводом).

## Leica R5
Leica R5 выпускалась с 1986 по 1992 год на заводе в Португалии. Основанная на Leica R3, обладала улучшенными техническими характеристиками. Основное отличие — возможность автоматической работы не только в режиме приоритета диафрагмы, но и в режиме приоритета выдержки и программной линии.
- Индикация в поле зрения видоискателя об отрабатываемой (или о нужной выдержке и диафрагме в ручном и полуавтоматическом режиме) в виде подсвеченных цифр.
- Диапазон выдержек в ручном и полуавтоматическом режиме от 1/2000 до 1/2 сек, в автоматическом — до 15 секунд.
- Экспокоррекция ±2 eV с дискретностью 1/3 eV.
- Сменные фокусировочные экраны.
- Возможность управления автоматическими фотовспышками с использованием TTL-экспонометрии камеры.
- Задняя стенка с устройством впечатывания в кадр даты и времени съёмки.

Модификация: Leica RE (1990—1994) — Leica R5 без режима программной линии.

## Leica R6
Leica R6 — в 1988 году после 12-летнего перерыва с даты прекращения выпуска Leicaflex SL2 возобновлено производство однообъективной зеркальной камеры с механическим затвором. Фотоаппарат с полуавтоматической установкой экспозиции выпускался до 1992 года. Разработана без участия японской фирмы Minolta.
- Фокальный затвор с металлическими ламелями, движение вдоль короткой стороны кадра. Диапазон выдержек от 1/1000 до 1 сек. и «В», выдержка синхронизации 1/100 сек. Камера работоспособна без источника питания.
- Предварительный подъём зеркала (впервые на Leica R после камер Leicaflex).
- Моторная приставка.
- Сменные фокусировочные экраны, репетир диафрагмы, механический автоспуск.
- TTL-экспонометрия, совместимая с автоматическими фотовспышками.
- Подстройка окуляра видоискателя под зрение фотографа.

Модификация: Leica R6.2 (1992—1997) — самая короткая выдержка 1/2000 сек и возможность TTL-экспонометрии автоматических фотовспышек на любой выдержке от 1/100 с. до «B».
Leica R6.2 — последний однообъективный зеркальный фотоаппарат фирмы Leica Camera с механическим затвором.

## Leica R7
Leica R7 выпускалась с 1992 по 1997 год, модификация пятой модели. Основные изменения:
- Более совершеная TTL-экспонометрия, позволяющая использовать совместимые автоматические фотовспышки в режиме «заполняющего света», то есть при фотографировании в условиях хорошего освещения, «заполняя тени».
- Экспокоррекция ±3 eV с дискретностью 1/2 eV.
- Вместо двух элементов питания применяются четыре, что позволило дольше фотографировать без замены батарей.

## Leica R8
Leica R8 — финальная модель серии Leica R, разработка началась в 1990 году, камера была представлена на выставке Photokina-96.
Для камер Leica R8 и Leica R9 разработан цифровой задник «Leica Digital Modul R» (DRM)  (кроп-фактор 1.37x), производство которого прекращено в 2007 .
Leica R8 — первый автоматический фотоаппарат, разработанный без участия Minolta.
Дизайнерское решение состояло в том, что была разработана асимметричная форма корпуса без выступающей пентапризмы с расширением под правую руку, головки установки параметров съёмки не выступают над верхней панелью камеры.
Улучшенная эргономика органов управления позволяет производить настройки, не отрывая взгляд от окуляра видоискателя. Хотя Leica R8 может перематывать плёнку автоматически вайндером или моторным приводом, особое внимание было обращено на удобный курковый взвод затвора.
Несмотря на то, что масса Leica R8 приблизительно на треть больше чем у «Леек» R4-R7, камера хорошо сбалансирована. Однако высказывалась критика, фотоаппарат даже получил прозвище «горбун Зольмс» (Зольмс — немецкий город, где находятся заводы Leica).

### Технические характеристики
- Фокальный фотографический затвор фирмы Copal, металлические ламели движутся вдоль короткой стороны кадра.
- Многократная экспозиция, предварительный подъём зеркала, репетир диафрагмы.
- Диапазон выдержек от 32 секунд до 1/8000 сек. в автоматическом режиме (в ручном режиме до 16 сек), а также «B». Выдержка синхронизации 1/250 с.
- Режимы работы: приоритет выдержки, приоритет диафрагмы, режим программной линии, а также полуавтоматическая и ручная установка экспозиции.
- Ввод светочувствительности фотоплёнки DX-кодом, экспокоррекция.
- Заобъективная экспонометрия: селективная, 6-элементная матричная, центральновзвешенная, работа с автоматическими фотовспышками.
- Электронный автоспуск.
- Отображение информации об установленных параметрах на LCD-дисплеях (в том числе и счётчик кадров).

## Leica R9
Leica R9 была представлена на выставке Photokina в 2002 году.
Имеет некоторые технические отличия:
- чёрная окраска корпуса заменена на Серебристую.
- Жидкокристаллические мониторы на корпусе камеры получили подсветку, что благоприятно отразилось при эксплуатации камеры в сумерках.
- Масса фотоаппарата уменьшена на 100 г. за счет замены магние-цинкового сплава на алюминиевый.
- Головки установки выдержек и экспокоррекции оснастили фиксаторами, предотвратив тем самым случайное смещение в процессе съёмки.
- Появилась возможность тонкой настройки светочувствительности экспонометрического устройства (с точностью до 0,1 eV).
- Автоматическая фотовспышка могла быть синхронизирована в режиме «заполняющей вспышки» на скорости затвора от 1/360 до 1/8000 сек.

## Leica R10
Leica R10 — первый цифровой однообъективный зеркальный фотоаппарат фирмы Leica Camera, представлен общественности на выставке Photokina-2008. В 2009 году фирма объявила о прекращении разработки десятой модели. Изготовлено всего несколько прототипов.

## Прекращение производства R-серии
4 марта 2009 года фирма «Лейка» объявила о прекращении производства фотоаппаратов серии Leica R и принадлежностей к ним.

## Крепление объективов к камерам Leica R
Крепление объективов к фотоаппаратам Leica R — байонет Leica R, рабочий отрезок — 47 мм.
Байонет Leica R выпускался в нескольких вариантах (в том числе для камер Leicaflex, Leicaflex SL и Leicaflex SL2). Основные отличия — в способе передачи значений диафрагмы от объектива к корпусу фотоаппарата. Соответственно выпускались пять вариантов объективов.
Так как байонет Leica R имеет самый большой рабочий отрезок (47 мм) среди малоформатных фотоаппаратов, использование «чужих» объективов на зеркальных камерах Leica затруднительно.

Объективы, выпускавшиеся для зеркальной приставки «Leica Visoflex» (превращала дальномерный фотоаппарат в однообъективный зеркальный) через переходник устанавливались на «Лейки R».
Совместимость вариантов объективов и фотоаппаратов Leica R
|                                  | Leica R3 — Leica R7                 | Leica R8 и Leica R9                                                                        |
| -------------------------------- | ----------------------------------- | ------------------------------------------------------------------------------------------ |
| Вариант объектива «1 Cam»        | Экспонометрия на закрытой диафрагме | Экспонометрия на закрытой диафрагме Установка нежелательна, возможно повреждение контактов |
| Вариант объектива «2 Cam»        | Экспонометрия на открытой диафрагме | Экспонометрия на закрытой диафрагме Установка нежелательна, возможно повреждение контактов |
| Вариант объектива «3 Cam»        | Экспонометрия на открытой диафрагме | Экспонометрия на открытой диафрагме                                                        |
| Вариант объектива «R» («R Only») | Экспонометрия на открытой диафрагме | Экспонометрия на открытой диафрагме                                                        |
| Вариант объектива «ROM»          | Экспонометрия на открытой диафрагме | Экспонометрия на открытой диафрагме Электрическая связь с камерой                          |

## Принадлежности
Leica Camera для однообъективных зеркальных фотоаппаратов серии Leica R выпускала большое количество принадлежностей, таких как:
- Цифровые задники «Leica Digital Modul R»
- Вайндеры[8]
- Моторные приводы[9]
- Пульты дистанционного управления
- Электронные светосинхронизаторы
- Автоматические фотовспышки серии SF 24D
- Сменные фокусировочные экраны
- Наглазники, угловые окулярные насадки, линзы диоптрийной коррекции, футляры, кофры, ремни, штативы, спусковые тросики и т. д.